# اسبن اسمد
اسبن اسمد (دانمارکی: Esben Smed؛ زادهٔ ۱۳ ژوئیهٔ ۱۹۸۴) بازیگر اهل دانمارک است.
از فیلم‌ها یا برنامه‌های تلویزیونی که وی در آن نقش داشته‌است، می‌توان به یک مرد خوشبخت اشاره کرد.